# Drapeau de la région de Murcie

Drapeau de la Région de Murcie

Le drapeau de la Murcie est le drapeau de la région de Murcie en Espagne, adopté le 9 juin 1982.

## Présentation
Selon l'article 4e-1 du Statut d'autonomie de la Région de Murcie : « La bandera de la Región de Murcia es rectangular y contiene cuatro castillos almenados en oro, en el ángulo superior izquierdo, distribuidos de dos en dos, y siete coronas reales en el ángulo inferior derecho, dispuestas en cuatro filas, con uno, tres, dos y un elementos respectivamente; todo ello sobre fondo rojo carmesí o cartagena. » [Le drapeau de la région de Murcie est rectangulaire et présente quatre châteaux crènelés d'or dans l'angle supérieur gauche, en deux lignes de deux, et sept couronnes royales dans l'angle inférieur droit, en quatre lignes d'une, trois, deux et une couronne (de haut en bas). Le fond est uni de couleur rouge cramoisi, ou rouge Carthagène].
Les quatre châteaux symbolisent le carrefour entre Grenade, royaume d'Aragon, Castille et Méditerranée que représentait l'ancien royaume de Murcie.
Les sept couronnes symbolisent les privilèges donné par la monarchie espagnole a l'ancien royaume de Murcie :
- les cinq premières, données par Alphonse X le 14 mai 1281 quand il donnait enseigne et le timbre du conseil à la capitale du royaume ;
- la sixième, donnée par Pierre Ier le Cruel le 4 mai 1361, pour la fidélité murcienne à sa cause  ;
- la septième, donnée par Philippe V le 16 septembre 1709 pour la fidélité murcienne à sa cause contre l'archiduc Charles pendant la guerre de Succession d'Espagne.